# リチャード・シング
リチャード・ローレンス・ミリントン・シング（Richard Laurence Millington Synge、1914年10月28日 - 1994年8月18日）は、イギリスの化学者。分配クロマトグラフィーの研究により1952年ノーベル化学賞受賞。リバプール出身。

## 経歴
ウィンチェスター・カレッジ、ケンブリッジ大学トリニティ・カレッジで教育を受ける。1941年から1943年までリーズの羊毛産業研究協会に在籍し、1943年から1948年まではロンドンのリスター予防医学研究所に移る。1948年から1967年までアバディーンのロウエット研究所で研究し、1967年から1976年までノリッジの食品研究所にいた。リーズにいた際にアーチャー・マーティンと知り合い、分配クロマトグラフィーの研究を共同で行う。
1942年から1948年までの間にグラミシジンを研究した。1950年に王立協会フェロー選出。フレデリック・サンガーは後にインスリンを研究する際の参考にした。1968年からイースト・アングリア大学で生物科学の教授を務めた。1994年にノリッジで死去した。